# Elezioni parlamentari tedesche del 1890
Le elezioni parlamentari del 1890 composero l'VIII Reichstag tedesco. Si svolsero il 20 febbraio 1890. La partecipazione al voto raggiunse il 71%, in decremento rispetto alle elezioni del 1887.

I risultati dell'elezione del Reichstag secondo le circoscrizioni elettorali.

## Analisi
Fu la prima elezione del Reichstag nel corso del regno di Guglielmo II, Di conseguenza, fu dominato dal conflitto tra il nuovo Imperatore, che, a differenza di suo nonno Guglielmo I, intervenne nella politica quotidiana, ed il Cancelliere del Reich Otto von Bismarck. All'inizio del suo regno, infatti, Guglielmo tentò di instaurare un buon rapporto con gli operai, contro la resistenza di Bismarck che vedeva in questo una concessione alla socialdemocrazia. All'inizio di febbraio venne introdotta la legislazione in materia di salute e sicurezza sul lavoro. Già il 25 gennaio Bismarck non riuscì a far approvare al vecchio Reichstag l'estensione a tempo indeterminato delle leggi antisocialiste. Questa sconfitta fu causata anche dalle divisioni interne che caratterizzavano i "Kartellparteien“ (Partito Conservatore, Partito Liberale Conservatore e Partito Nazionale Liberale), che costituivano la maggioranza di Bismarck al Reichstag.
Le elezioni furono una netta sconfitta per il "Kartellparteien“, che persero 85 seggi, e una vittoria per i Socialdemocratici. Questi ultimi riuscirono a raddoppiare i loro voti rispetto alle elezioni del 1887 giungendo a quota 19,7% (circa 1,4 milioni di voti) e così divennero, per la prima volta, il partito più forte in termini di voti. Friedrich Engels, in esilio a Londra, commentò euforicamente il giorno delle elezioni come "il giorno dell' inizio della rivoluzione tedesca". Tuttavia, a causa delle distorsioni causate dal sistema maggioritario, della suddivisione circoscrizionale, che danneggiava le regioni densamente popolate, e del costante confronto ai turni di ballottaggio con un fronte comune dei partiti borghesi, i socialdemocratici riuscirono a conquistare solo 35 seggi. Le città di Königsberg, Brema, Hannover, Magdeburgo, Francoforte sul Meno, Mannheim, Norimberga e Monaco erano socialdemocratiche. Così i tre collegi di Amburgo, due dei sei di Berlino e uno dei due collegi di Breslavia. Nel corso dello stesso anno le leggi antisocialiste vennero finalmente abrogate ed il partito venne ribattezzato SPD. Il gruppo più forte rimase il Zentrum, che ottenne 106 seggi (27,2%) con il 18,6% dei voti. Anche i liberali di sinistra riuscirono a crescere sia in termini di voti sia di seggi.
Per la prima volta i partiti politici tedeschi ottennero dei seggi nell'Alsazia-Lorena. In altri casi, tuttavia, i regionalisti riuscirono a trarre vantaggio dalla debolezza del Kartellparteien. Gli antisemiti ottennero solo lo 0,7% dei voti, ma vinsero in 5 circoscrizioni. Le loro roccaforti si trovavano nel Granducato d'Assia e in Assia-Nassau.
Un mese dopo l'elezione del Reichstag Bismarck si dimise. Il suo successore, Leo von Caprivi, governò supportato da maggioranze diverse. L'VIII Reichstag, il primo ad avere un mandato quinquennale, poiché l'estensione da tre a cinque anni della legislatura fu decisa il 18 marzo 1888, fu sciolto nel 1893.

## Risultati
| Orientamento Politico        | Orientamento Politico        | Partiti                                              | Partiti | Voti       | Voti   | Voti      | Seggi | Seggi  | Seggi     |
| ---------------------------- | ---------------------------- | ---------------------------------------------------- | ------- | ---------- | ------ | --------- | ----- | ------ | --------- |
| Orientamento Politico        | Orientamento Politico        | Partiti                                              | Partiti | in Milioni | %      | Diff.1887 | Seggi | %      | Diff.1887 |
| Conservatori                 | Conservatori                 | Partito Conservatore Tedesco (DKP)                   |         | 0,895      | 12,4 % | −2,8 %    | 73    | 18,4 % | −7        |
| Conservatori                 | Conservatori                 | Partito del Reich tedesco (DRP)                      |         | 0,482      | 6,7 %  | −3,1 %    | 20    | 5,0 %  | −22       |
| Liberali                     | Destra-                      | Partito Nazionale Liberale (NLP)                     |         | 1,178      | 16,3 % | −5,9 %    | 41    | 10,3 % | −56       |
| Liberali                     |                              | Liberali Indipendenti                                |         | n/a        | n/a    | n/a       | 3     | 0,8 %  | ±0        |
| Liberali                     | Sinistra-                    | Partito Liberale Tedesco (DFP)                       |         | 1,160      | 16,0 % | +3,1 %    | 66    | 16,6 % | +34       |
| Liberali                     | Sinistra-                    | Partito Popolare Tedesco (DtVP)                      |         | 0,148      | 2,0 %  | +0,8 %    | 10    | 2,5 %  | +10       |
| Cattolici                    | Cattolici                    | Partito di Centro Tedesco (Zentrum)                  |         | 1,342      | 18,6 % | −1,5 %    | 106   | 26,7 % | +8        |
| Socialisti                   | Socialisti                   | Partito Socialista dei Lavoratori di Germania (SAPD) |         | 1,427      | 19,7 % | +9,6 %    | 35    | 8,8 %  | +24       |
| Partiti regionali, minoranze | Partiti regionali, minoranze | Partito Tedesco di Hannover (DHP)                    |         | 0,113      | 1,6 %  | +0,1 %    | 11    | 2,8 %  | +7        |
| Partiti regionali, minoranze | Partiti regionali, minoranze | Polacchi                                             |         | 0,247      | 3,4 %  | +0,5 %    | 16    | 4,0 %  | +3        |
| Partiti regionali, minoranze | Partiti regionali, minoranze | Danesi                                               |         | 0,014      | 0,2 %  | ±0,0 %    | 1     | 0,3 %  | ±0        |
| Partiti regionali, minoranze | Partiti regionali, minoranze | Alsaziani e Loreni                                   |         | 0,101      | 1,4 %  | −1,7 %    | 10    | 2,5 %  | −5        |
| Antisemiti                   | Antisemiti                   | Partito Popolare Antisemita (AVP)                    |         | 0,048      | 0,7 %  | +0,5 %    | 4     | 1,0 %  | +3        |
| Antisemiti                   | Antisemiti                   | Partito Sociale Tedesco (DSP)                        |         | 0,048      | 0,7 %  | +0,5 %    | 1     | 0,3 %  | +1        |
|                              |                              | Altri                                                |         | 0,075      | 1,0 %  | +0,4 %    | -     | -      | ±0        |
| Totale                       | Totale                       | Totale                                               | Totale  | 7,229      | 100 %  |           | 397   | 100 %  |           |

## I gruppi dell'VIII Reichstag
Nel VII Reichstag, diversi parlamentari non hanno aderito al gruppo del proprio partito e sono rimasti senza alcun gruppo. Sette deputati DHP si unirono al Zentrum. All'inizio dell'ottava legislatura, i gruppi del Reichstag avevano la seguente forza:
| Centrista                | 113 |
| Conservatore             | 71  |
| Liberali                 | 64  |
| Nazional-Liberale        | 41  |
| Socialdemocratico        | 35  |
| Liberal-Conservatore     | 20  |
| Polacchi                 | 16  |
| Partito Popolare Tedesco | 10  |
| Indipendenti             | 27  |

Durante il resto della legislatura, la forza dei singoli gruppi politici è cambiata più volte a causa delle elezioni suppletive e dei cambiamenti nei gruppi parlamentari.